# آنتونی روئیویوار
آنتونی روئیویوار (به انگلیسی: Anthony Ruivivar) (زاده ۴ نوامبر ۱۹۷۰) بازیگر آمریکایی است.
از فیلم‌های او می‌توان به بازی در سربازان سفینه، بانشی، دیدبان سوم، گربه گمشده کرونا، سپیددندان ۲، هنر عالی، لری گی، مسابقه با خورشید و کوانتیکو اشاره نمود.